# Makwassieheuvels
Makwassieheuvels (Afrikaans: Makwassieheuwels Plaaslike Munisipaliteit; Engels: Maquassi Hills Local Municipality) is een gemeente in het Zuid-Afrikaanse district Dr Kenneth Kaunda.
Makwassieheuvels ligt in de provincie Noordwest  en telt 77.794 inwoners.

## Hoofdplaatsen
Het nationaal instituut voor de statistiek, Stats SA, deelt sinds de census 2011 deze gemeente in in 10 zogenaamde hoofdplaatsen (main place):
Boskuil • Kgakala • Leeudoringstad • Makwassie • Makwassieheuvels • Rulaganyang • Trotsville • Tswelelang • Witpoort • Wolmaranstad.